# Mads Bødker
Mads Bødker (* 31. August 1987 in Kopenhagen) ist ein ehemaliger dänischer Eishockeyspieler. Sein Bruder Mikkel war ebenfalls professioneller Eishockeyspieler.

## Karriere
Mads Bødker begann seine Karriere als Eishockeyspieler in seiner dänischen Heimat bei den Rødovre Mighty Bulls, für den er von 2003 bis 2006 in der AL-Bank Ligaen aktiv war. In seiner ersten kompletten Spielzeit im Profibereich, in der Saison 2004/05, wurde er zum Rookie des Jahres der AL-Bank Ligaen ernannt. Anschließend erhielt er einen Vertrag beim Rögle BK aus der zweiten schwedischen Spielklasse, der HockeyAllsvenskan. Mit Rögle stieg in der Saison 2007/08 in die Elitserien auf. In seiner ersten Spielzeit in der höchsten schwedischen Spielklasse erzielte der Verteidiger in der Saison 2008/09 in 55 Spielen insgesamt neun Scorerpunkte, darunter ein Tor. In der folgenden Spielzeit stieg er mit Rögle BK in die HockeyAllsvenskan ab. In der Saison 2010/11 scheiterte der dänische Nationalspieler mit dem Rögle BK in der Kvalserien am direkten Wiederaufstieg in die Elitserien. Im Juni 2011 unterzeichnete er einen Kontrakt beim Ligakonkurrenten Leksands IF. Diesen verließ er nach einem Jahr und schloss sich den Malmö Redhawks an, die ebenfalls in der HockeyAllsvenskan antreten.
2013 spielte Bødker zunächst für Juschni Ural Orsk in der zweiten russischen Liga, bevor ihn am 17. Dezember die Düsseldorfer EG, die zu diesem Zeitpunkt zahlreiche Ausfälle zu beklagen hatte, unter Vertrag nahm. Zur Saison 2014/15 wechselte der Däne zurück in seine Heimat und unterschrieb beim Erstligisten SønderjyskE Ishockey einen Zweijahreskontrakt.
Im Juli 2016 gab er das Ende seiner Spielerlaufbahn bekannt.

### International
Für Dänemark nahm Bødker im Juniorenbereich an den U18-Junioren-Weltmeisterschaften 2004 und 2005 sowie den U20-Junioren-B-Weltmeisterschaften 2005, 2006 und 2007 teil. Des Weiteren stand er im Aufgebot Dänemarks bei den A-Weltmeisterschaften 2006, 2007, 2008, 2009, 2010, 2011 und 2012 sowie bei der Qualifikation zu den Olympischen Winterspielen 2010 in Vancouver.

## Erfolge und Auszeichnungen
- 2005 Rookie des Jahres der AL-Bank Ligaen
- 2007 Aufstieg in die Top-Division bei der U20-Junioren-Weltmeisterschaft
- 2008 Aufstieg in die Elitserien mit Rögle BK

## Elitserien-Statistik
(Stand: Ende der Saison 2011/12)